# Neil Brooks
Neil Brooks (ur. 27 lipca 1962 w Crewe) – australijski pływak. Trzykrotny medalista olimpijski.
Urodził się w Anglii, jednak jako dziecko razem z rodzicami wyemigrował do Australii. Specjalizował się w stylu dowolnym. Brał udział w dwóch igrzyskach (IO 80, IO 84), na obu zdobywał medale. W 1980 – pod nieobecność części sportowców, w tym amerykańskich pływaków – Australijczycy triumfowali w sztafecie 4 × 100 metrów stylem zmiennym. Cztery lata później sięgnął po srebro w sztafecie kraulowej i brąz w sztafecie w stylu zmiennym Był medalistą Commonwealth Games w 1982 (złoto na 100 m kraulem) i 1986.